# Три дня Индиго
«Три дня Индиго» — роман российского писателя Сергея Лукьяненко в жанре постапокалиптической фантастики, впервые опубликованный в 2021 году. Вторая часть «Цикла об Изменённых», продолжение романа «Семь дней до Мегиддо».
Действие романа происходит в постапокалиптическом будущем, в мире, где Луна взорвана и превратилась в Лунное кольцо с двумя крупными осколками — Дианой и Селеной. Часть людей мутировала. Человеческим миром пытаются управлять две враждующие расы, обладающие суперспособностями, так что люди оказались между двух огней. В самом центре схватки находится молодой парень Максим Воронцов, который был центральным персонажем и в первой части цикла — романе «Семь дней до Мегиддо».
Роман был опубликован в 2021 году. Рецензент журнала «Мир фантастики» отметил увлекательность детективной составляющей сюжета; при этом любовная линия, по его мнению, кажется искусственной и в целом лишней. В том же году вышло продолжение цикла, роман «Месяц за Рубиконом».